# Maletín
Obec Maletín (německy Moletein) se nachází v okrese Šumperk v Olomouckém kraji. Žije zde 438 obyvatel.

## Historie
První písemná zmínka o obci pochází z roku 1317.
| 1950 | 1961 | 1970 | 1980 | 1991 | 2001 | 2011 |
| ---- | ---- | ---- | ---- | ---- | ---- | ---- |
| 310  | 389  | 316  | 293  | 322  | 368  | 351  |

1. ↑  Před rokem 1950 samostatné obce Starý a Nový Maletín, v roce 1960 bylo připojeno Javoří.

## Části obce
- Javoří
- Nový Maletín
- Starý Maletín

## Kulturní památky
V katastru obce jsou evidovány tyto kulturní památky:
- Kostel svatého Mikuláše s areálem – jednolodní empírový kostel z let 1804–1805; k areálu dále patří:
  - sousoší Kalvárie (na hřbitově) – empírová skupina skulptur z roku 1848, práce místního kameníka L. Ch. Wankeho
  - dvě hřbitovní brány a ohradní zeď – hlavní brána z roku 1821, východní brána z roku 1845, ohradní zeď ze začátku 19. století
  - kříž (u fary) – kamenická práce z roku 1750 místního původu
- Rodinný dům čp. 1 – zděná lidová architektura z 1. poloviny 19. století, bohatě zdobená maletínským pískovcem, portál z roku 1839
- Socha sv. Jana Nepomuckého – barokní sochařská práce ze 2. čtvrtiny 18. století, připisovaná sochaři J. H. Heintzovi; sošky andílků jsou prací místního kameníka F. Wankeho
- Mariánský sloup (uprostřed obce) – barokní sochařská práce z roku 1725, doplněná v roce 1883

## Galerie

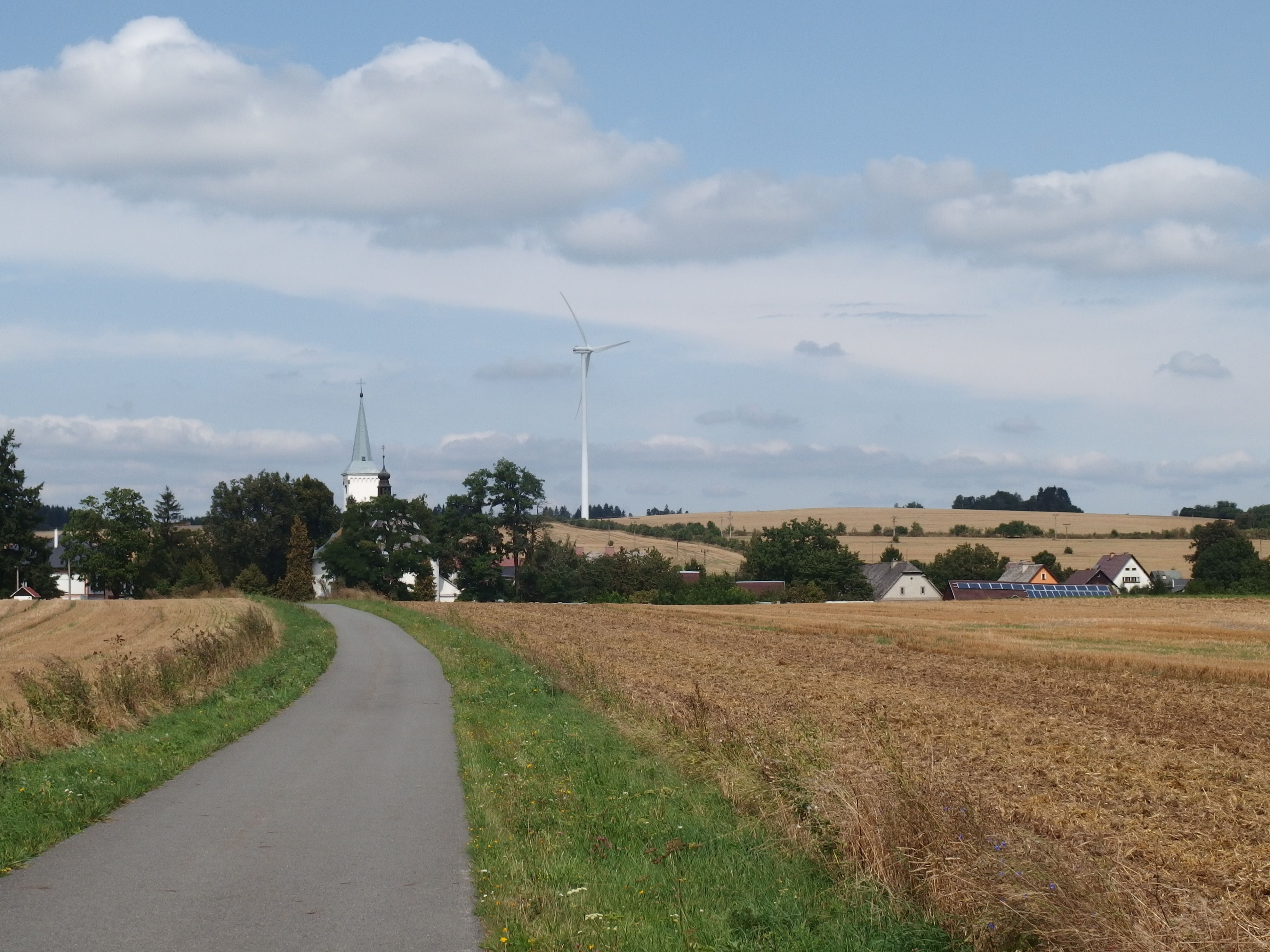
Celkový pohled na Starý Maletín
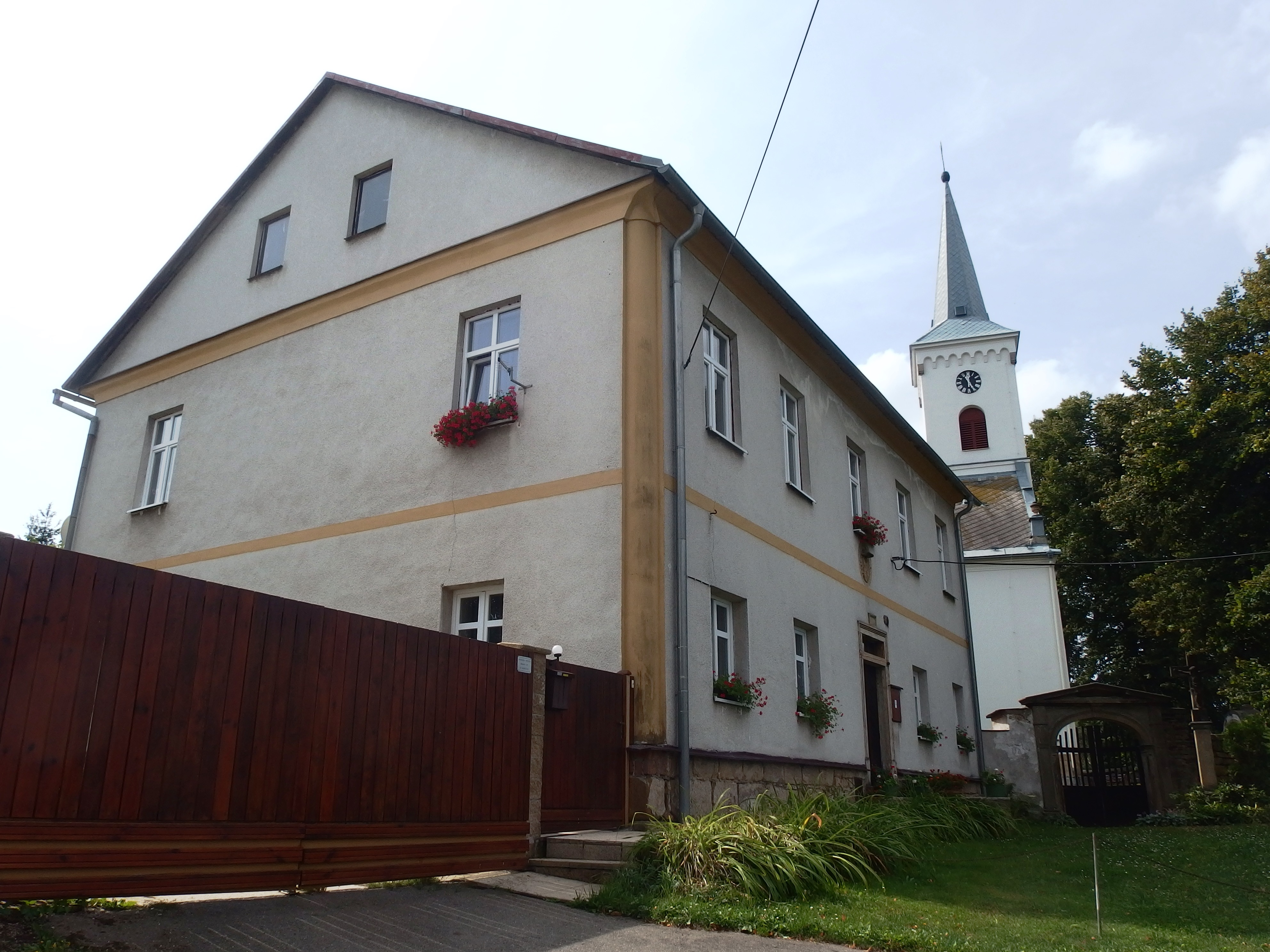
Fara a kostel svatého Mikuláše
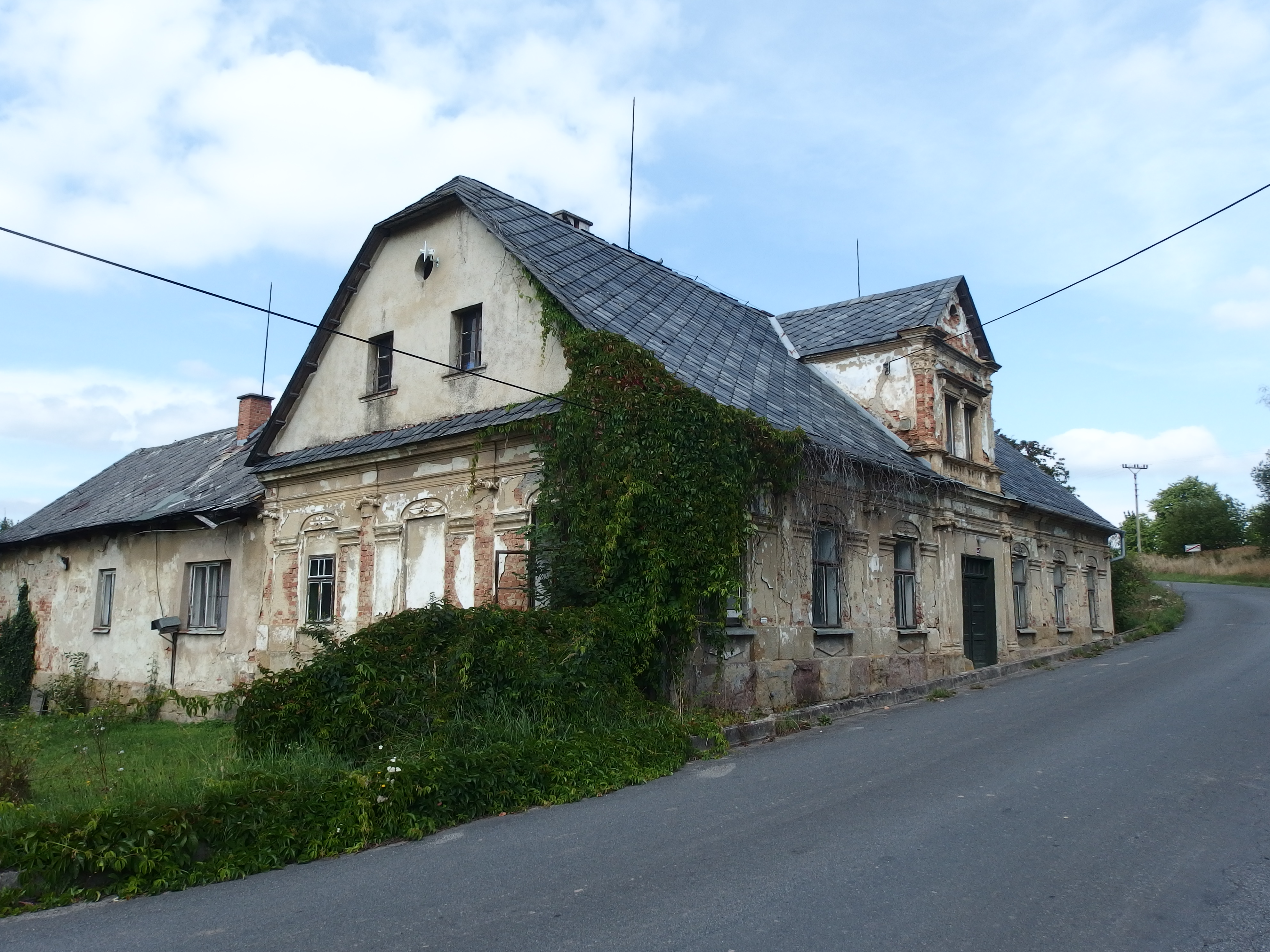
Rodinný dům č. p. 1
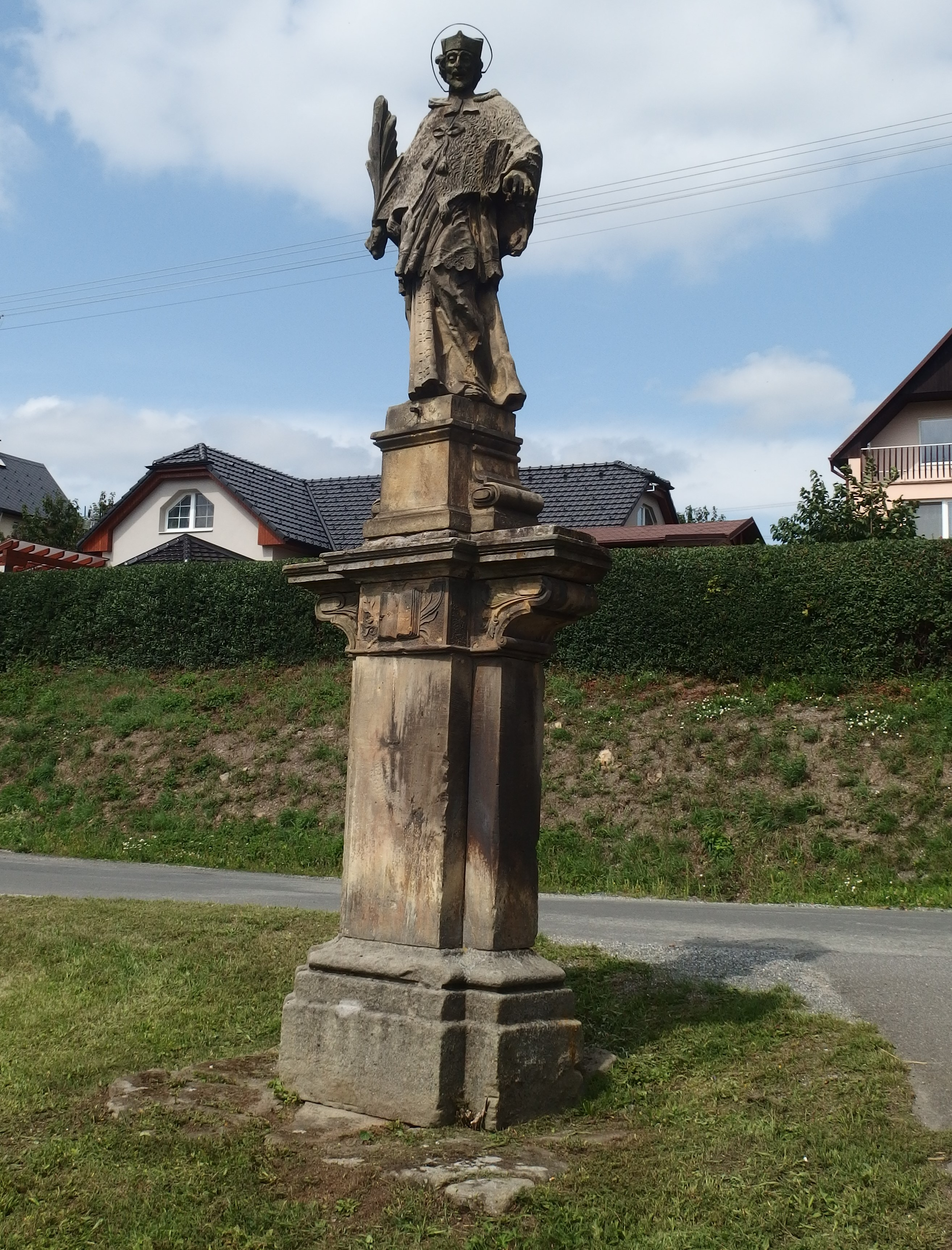
Socha sv. Jana Nepomuckého